# Cyphanthera odgersii
Cyphanthera odgersii är en potatisväxtart. Cyphanthera odgersii ingår i släktet Cyphanthera, och familjen potatisväxter.

## Underarter
Arten delas in i följande underarter:
- C. o. occidentalis
- C. o. odgersii